# Charles Peak
Charles Peak är en bergstopp i Antarktis. Den ligger i Västantarktis. Chile gör anspråk på området. Toppen på Charles Peak är 1 030 meter över havet, eller 80 meter över den omgivande terrängen. Bredden vid basen är 3,1 km.
Terrängen runt Charles Peak är kuperad åt nordväst, men åt sydost är den platt. Trakten är obefolkad. Det finns inga samhällen i närheten. 